# Chraberce
Chraberce (deutsch Krabertz, auch Chrabrzetz) ist eine Gemeinde in Tschechien. Sie liegt sieben Kilometer nordöstlich von Louny in den südwestlichen Ausläufern des Böhmischen Mittelgebirges und gehört zum Okres Louny.

## Geographie
Chraberce befindet sich zwischen den vulkanischen Kegelbergen des Oblík (509 m), Srdov (482 m), Brník (471 m), Chožovská hora (359 m) und Trhlávek (270 m), die das Dorf umgeben. Nordwestlich von Chraberce erfolgt durch die Firma Tarmac CZ a.s. der Gesteinsabbau des Chraberecký chlum, dieser Kegel, der früher auch als Malý Oblík bezeichnet wurde, ist durch den Steinbruch bereits vollständig abgetragen.
Nachbarorte sind Mnichovský Týnec im Nordosten, Chožov im Südosten, Nečichy im Süden, Oblík und Raná im Westen sowie Mnichov und Charvatce im Nordwesten.

## Geschichte
Erstmals erwähnt wurde Chraberce in einer zwischen 1100 und 1107 entstandenen Urkunde des Vršovci-Fürsten Nemoj über den Abtretung des Dorfes an die Kirche auf dem Vyšehrad. Bis zur Zeit der Hussitenkriege verblieb das Dorf im Besitz des Kapitels und 1437 vermachte Kaiser Sigismund Chraberce an den ehemaligen Hussitenführer Jakoubek z Vřesovic, der auf die Seite des Kaisers übergetreten war. Jakoubek z Vřesovic verkaufte den Ort 1544 an die Stadt Laun. Wegen der Beteiligung der Stadt am Ständeaufstand gegen die Habsburger gehörte Chraberce zu den Launer Besitzungen, die Kaiser Ferdinand I. beschlagnahmte. 1561 kauften es die Launer zusammen mit anderen Gütern zum Wohle der Stadtkirche zurück. Nach der Schlacht am Weißen Berg wurde Chraberce erneut konfisziert und an Wolf Illburg z Vřesovic verkauft. 1684 erwarb die Stadt Laun den Ort wieder und hielt ihn bis zur Aufhebung der Patrimonialherrschaften im Jahre 1848 in ihrem Besitz.
1909 erfolgte die Gründung der Freiwilligen Feuerwehr und 1910 einer Niederlassung des Böhmischen Hopfenbau-Vereins. 1930 wurde auf einer Fläche von acht Hektar Hopfen angebaut. 1940 hatte Chraberce, das zum tschechischen Siedlungsgebiet gehörte, 369 Einwohner.

## Sehenswürdigkeiten
- barocke Kapelle St. Georg am Dorfplatz
- Säule der Jungfrau Maria neben der Kapelle, 1726 errichtet
- von der Säule des Hl. Bernhard, 1736 aufgestellt, ist nur noch der Sockel erhalten geblieben
- Berg Oblík, seit 1967 auf einer Fläche von 20,5 ha Naturreservat
- Berg Stříbrník mit 12 m hohen Aussichtsturm